# Joachim Kirschner
Joachim Kirschner (Lößnitz, 7 giugno 1920 – Metković, 17 dicembre 1943) è stato un aviatore tedesco.
Fu un asso della Luftwaffe nella seconda guerra mondiale, ottenendo 188 vittorie.
Il 17 dicembre 1943 venne abbattuto da un Supermarine Spitfire mentre volava sulla Croazia. Riuscì a saltare fuori e a paracadutarsi, ma venne ucciso dai partigiani a Metković.